# Obra (Uttar Pradesh)
Obra es un pueblo y nagar Panchayat situado en el distrito de Sonbhadra en el estado de Uttar Pradesh (India). Su población es de 46574 habitantes (2011). Se encuentra a 137 km de Benarés.

## Demografía
Según el censo de 2011 la población de Obra era de 46754 habitantes, de los cuales 24804 eran hombres y 21770 eran mujeres. Obra tiene una tasa media de alfabetización del 83,90%, superior a la media estatal del 67,68%: la alfabetización masculina es del 91,13%, y la alfabetización femenina del 75,65%.